# Ізвоареле-Сучевей (комуна)
Ізвоареле-Сучевей, Ізвори (рум. Izvoarele Sucevei) — комуна у повіті Сучава в Румунії. До складу комуни входять такі села (дані про населення за 2002 рік):
- Ізвори (964 особи)
- Бобейка (502 особи)
- Бродіна (813 осіб)

Комуна розташована на відстані 375 км на північ від Бухареста, 81 км на захід від Сучави.

## Населення
За даними перепису населення 2002 року у комуні проживали 2279 осіб.
Національний склад населення комуни:
| Національність | Кількість осіб | Відсоток |
| -------------- | -------------- | -------- |
| українці       | 1177           | 51,6%    |
| румуни         | 1102           | 48,4%    |

Рідною мовою назвали:
| Мова       | Кількість осіб | Відсоток |
| ---------- | -------------- | -------- |
| українська | 1203           | 52,8%    |
| румунська  | 1076           | 47,2%    |

Склад населення комуни за віросповіданням:
| Релігія                             | Кількість осіб | Відсоток |
| ----------------------------------- | -------------- | -------- |
| православні                         | 1684           | 73,9%    |
| адвентисти                          | 61             | 2,7%     |
| п'ятдесятники                       | 1              | < 0,1%   |
| бретрени                            | 1              | < 0,1%   |
| лютерани (Аугсбурзького сповідання) | 1              | < 0,1%   |
| не релігійні                        | 1              | < 0,1%   |
| не вказали релігію                  | 1              | < 0,1%   |